# Gongora tridentata
Gongora tridentata är en orkidéart som beskrevs av Mark Whitten. Gongora tridentata ingår i släktet Gongora och familjen orkidéer. Inga underarter finns listade i Catalogue of Life.